# Blaesoxipha likros
Blaesoxipha likros är en tvåvingeart som beskrevs av Thomas Pape 1994. Blaesoxipha likros ingår i släktet Blaesoxipha och familjen köttflugor.
Artens utbredningsområde är Arizona. Inga underarter finns listade i Catalogue of Life.